# یوشیناری تاکاگی
یوشیناری تاکاگی (انگلیسی: Yoshinari Takagi؛ زادهٔ ۲۰ مهٔ ۱۹۷۹) بازیکن فوتبال اهل ژاپن است.
از باشگاه‌هایی که در آن بازی کرده‌است می‌توان به باشگاه فوتبال ناگویا گرامپوس و باشگاه فوتبال توکیو وردی اشاره کرد.